# King James
King James, nascut James Ruhumuriza, és un artista i cantant ruandès de música R&B i afrobeat. És conegut per les seves actuacions en viu enèrgiques i divertides.

## Biografia
Ruhumuriza va néixer el 1990 a CHK, districte de Kigali, el sisè de set fills d'una família adventista. Va completar els estudis secundaris a l'Ecole APE Rugunga de llengua francesa, i des del 2013 està inscrit a la Universitat de Mount Kenya on va estudiar un grau en Periodisme i Comunicació de Masses. Quan era nen, aspirava a una carrera de jugador de futbol professional. Posteriorment, va escoltar les cançons de l'artista de R&B estatunidenca Brandy Norwood i se'n va inspirar per començar a compondre i interpretar música.
La carrera musical de King James va començar el 2006 amb l'estrena d'un senzill que va tenir poc èxit. Va obrir els espectacles d'artistes més populars durant els següents anys. El llançament a mitjan 2009 del single Intinyi va atreure l'aclamació crítica i va llançar la seva carrera en solitari. A final de 2010, King James havia establert fermament la seva popularitat com a artista líder en R&B, tot competint per la dominació del mercat amb els artistes ruandesos Tom Close, Meddy i The Ben.
La marxa de Meddy i The Ben als Estats Units va proporcionar a King James una major exposició i la seva popularitat va créixer encara més. Va signar amb la discogràfica Kina Music i va publicar el seu àlbum debut, Umugisha, el 2011, seguit el 2012 per un segon àlbum titulat Umuvandimwe. Després d'una temporal caiguda de popularitat vers la fi de 2011, l'artista va gaudir d'un ressorgiment de la fama després del llançament de dos senzills d'èxit, «Ndakwizera» i «Buhoro Buhoro». En 2015 els seus singles «Yantumye», «Ndagukunda »i «Naramukundaga» eren les cançons amb més èxit del país. L'agost del 2016 va treure un nou single, «The girl is mine» amb l'artista vicentià de soca Kevin Lyttle que es trobà entre els èxits més populars de la regió.
El 2013 va fundar la King James Foundation, que té com a objectiu millorar la qualitat de vida dels més vulnerables a la societat ruandesa. Proporciona assistència financera i accés a estudis de gravació per a artistes ruandesos. És un dels millors artistes ruandesos que ha actuat en diferents esdeveniments polítics arreu del món.

## Premis
King James va ser escollit Artista de l'Any als Premis Salax, premi que havia guanyat prèviament en la categoria de Millor Artista de R&B. El 2012 va guanyar el primer lloc en la competició anual de talents Guma Guma Super Star. Des de 2013 King James és un dels artistes ruandesos que actua al Rwanda Day, que s'ha celebrat a Londres, Amsterdam, Atlanta, San Francisco, Gant i Bonn, a més de recórrer de manera àmplia Ruanda i els països de la Comunitat de l'Àfrica Oriental.

## Vida personal i relacions
La seva vida personal ha estat objecte d'atenció mediàtica. Encara que és un perfeccionista de l'estudi d'enregistrament, en entorns socials és conegut com una persona senzilla, sense pretensions i amigable que és molt estimada per la indústria i mitjans de comunicació. Es nega a beure o fumar i gaudeix llegint llibres sobre una varietat de temes. Els mitjans de comunicació el descriuen com atractiu i, tot i que no ha parlat de tenir xicota, els periodistes especulen sobre les seves relacions romàntiques, inclosa una sospita de relació secreta amb la cantant ruandesa Knowless.